# Список лідерів кінопрокату України 2005
Список лідерів кінопрокату України 2005 містить анотоване перерахування лідерів бокс-офісу України для фільмів, що вперше вийшли в український кінопрокат протягом календарного року 2006 та які за всю свою прокатну історію в Україні зібрали суму у понад $1 млн. 
Список включає збори, зароблені фільмами під-час продажу квитків у кінотеатрах; прибуток від VHS/DVD/Blu-Ray/Video-on-demand, показу на ТБ тощо не враховується. Суми вказуються у доларах США і не враховують інфляцію. Якщо не вказано іншого джерела, суми касових зборів наведені за даними сайту Box Office Mojo.
| # | Назва фільму                          | Дата релізу в Україні | Країна                    | Збори в Україні, $ |
| - | ------------------------------------- | --------------------- | ------------------------- | ------------------ |
| 1 | 9 рота                                | 29 вересня 2005       | Росія, Україна, Фінляндія | 1 990 000          |
| 2 | Кінг Конг                             | 14 грудня 2005        | США                       | 1 680 000          |
| 3 | Війна світів                          | 29 червня 2005        | США                       | 1 600 000          |
| 4 | Містер і місіс Сміт                   | 16 червня 2005        | США                       | 1 380 000          |
| 5 | Гаррі Поттер і келих вогню            | 22 грудня 2005        | США                       | 1 320 000          |
| 6 | Хроніки Нарнії: Лев, чаклунка та шафа | 29 грудня 2005        | США                       | 1 280 000          |
| 7 | Зоряні війни: Помста ситхів           | 19 травня 2005        | США                       | 1 040 000          |
| 8 | Бій з тінню                           | 17 березня 2005       | Росія                     | 1 010 000          |